# Chilenischer Escudo

1-Escudo-Banknote von 1962

Der Chilenische Escudo war zwischen 1960 und 1975 die Währung Chiles. Er war in 100 Centésimos unterteilt. Er ersetzte den (alten) Chilenischen Peso im Verhältnis 1 Escudo = 1000 Pesos und wurde seinerseits im Verhältnis 1 Peso = 1000 Escudos durch den (neuen) Chilenischen Peso abgelöst. Für den Escudo wurde das Währungssymbol Eº verwendet.
Bis 1851 gab Chile außerdem Gold-Escudos nach dem Vorbild des Spanischen Escudos heraus, die im Wert 16 Reales oder 2 Pesos entsprachen.

## Münzen
1960 wurden Münzen zu 1, 2, 5 und 10 Centésimos eingeführt; 1962 wurde zusätzlich eine ½-Centésimo-Münze geprägt. 1971 wurde eine neue Münzenserie mit Stücken zu 10, 20 und 50 Centésimos sowie 1, 2 und 5 Escudos herausgegeben. 1974 kamen die Werte 10, 50 und 100 Escudos hinzu.

## Banknoten
1960 wurde eine provisorische Notenserie herausgegeben, und zwar in Form von Überdrucken auf alte Peso-Noten. Die Nennwerte betrugen ½, 1, 5, 10 and 50 Centésimos sowie 1, 5, 10 und 50 Escudos. Reguläre Escudo-Noten wurden 1962 eingeführt, und zwar mit den Nominalen ½, 1, 5, 10, 50 und 100 Escudos. 1967 kamen die Nominale 500, 1000, 5000 und 10.000 Escudos hinzu.